# Eggjarók
Eggjarók är ett berg i Färöarna (Kungariket Danmark).   Det ligger i sýslan Streymoyar sýsla, i den centrala delen av landet, 9 km sydväst om huvudstaden Tórshavn. Toppen på Eggjarók är 229 meter över havet. Eggjarók ligger på ön Hestur.
Terrängen runt Eggjarók är huvudsakligen kuperad, men åt sydväst är den platt. Havet är nära Eggjarók åt sydväst.  Närmaste större samhälle är Tórshavn, 8,9 km nordost om Eggjarók. 